# James Easterbrooks
James Easterbrooks (vers 1757 - 1842), était un homme politique canadien du Nouveau-Brunswick.
James Easterbrooks, originaire du Rhode Island, s'installe au Nouveau-Brunswick où il devient juge pour le Comté de Westmorland puis s'implique en politique en étant élu député de Westmorland lors de la 4e législature du Nouveau-Brunswick en 1802 et est réélu trois fois jusqu'en 1820. Il meurt à Sackville en 1842.